# Peider Lansel
Œuvres principales
- Primulas (1907)
- La cullana d'ambras (1912)
- Il vegl chalamêr (1929)

Peider Lansel, né à Pise le 15 août 1863 et mort à Genève le 8 décembre 1943, est un poète suisse d'expression romanche (ladin).

## Biographie

### Origines et famille
Peider Lansel naît à Pise le 15 août 1863. Il est originaire de Sent, en Engadine, dans le canton des Grisons.
Son père, Andri Landel, est un homme d'affaires ; sa mère, née Emilia Steiner, vient de Lavin, en Engadine.
Il épouse Emma Corradini, originaire de Sent.

### Études et parcours professionnel
Peider Lansel vit principalement en Italie et à Genève, passant l'été en Engadine. 
Après des études primaires et secondaires à Pise et à Sent, il fait des études secondaires supérieures à Coire puis s'inscrit à l'école de commerce de Frauenfeld. À 16 ans, il fait un apprentissage chez des parents à Arezzo en Toscane. Il reprend le commerce de son père à l'âge de 21 ans. 
Entre 1926 et 1934, il remplace des parents décédés dans l'entreprise familiale et occupe le poste de consul de Suisse à Livourne, en Toscane.

### Poésie et culture
Retiré des affaires en 1906, il se consacre à la poésie et à la défense de la langue et de la culture romanches. 
Dans une collection d'essais journalistiques intitulée Ni Italians, ni Tudais-chs, Rumantschs vulains restar (Ni Italiens ni Allemands, nous voulons rester Romanches, 1913 et 1917), il s'insurge contre l'assimilation du romanche à un dialecte italien. Dans son poème Tamangur (1923), il compare le destin des Rhéto-romanches à celui de la forêt d'arolles du même nom dans le val S-charl (de), alors menacée. 
Considéré comme l'un des meilleurs poètes romanches, il est l'auteur de quelque deux cents poèmes en ladin et d'un nombre égal de traductions. Ses principaux recueils sont Primulas (1907), La cullana d'ambras (1912) et surtout l'édition complète de ses poésies, Il vegl chalamêr (1929),. Il a par ailleurs publié deux anthologies d'écrivains romanches, La musa ladina (1910), sur les poètes engadinois du XIXe siècle, et La musa rumantscha (1950, posthume). 
Le premier volume de ses œuvres complètes (Ouvras), sous la direction d'Andri Peer, paraît en 1966, ; le second, sous la direction de Rico Valär (de), en 2012. 

### Mort
Peider Lansel meurt à Genève le 8 décembre 1943, à l'âge de 80 ans.

## Distinctions
- 1933 : docteur honoris causa de l'Université de Zurich[1]

- 1943 : prix Schiller (premier Romanche à obtenir le prix)[1]

## Œuvres
- 1907 : Primulas (Primevères)
- 1912 : La cullana d'ambras (Le collier d'ambre)
- 1929 : Il vegl chalamêr (Le vieil encrier)